# Caféiculture en Angola
La Caféiculture en Angola se réfère à la production de café en Angola, l'un des produits agricoles de l'Angola, qui a été le troisième plus grand producteur de café jusqu'en 1973, alors encore contrôlé par le Portugal. La représentation du café angolais à Londres a toujours été un grand combat du président, Eurico de Azevedo Noronha, jusqu'à sa mort en 1973, pour négocier les meilleurs tarifs et des quotas significatifs à l'exportation. La production de café a largement contribué à l'économie du nord-ouest de l'Angola, y compris dans la Province de Uíge.

## Histoire
La production de café a été lancée par les portugais dans les années 1830 et est rapidement devenu une culture de rente, sur environ 2000 plantations de robusta détenues principalement par les portugais. Au cours d'une "conquista" de l'intérieur achevée seulement en 1920, les Portugais usent des guerres interethniques entre Africains et font construire un chemin de fer de Luanda vers l'intérieur, pour développer la culture du café
Dans les années 1950, la main d’œuvre part vers les fronts pionniers, sur fond de hausse des cours mondiaux du café, au service d'entreprises caféières petites et moyennes dans les districts du Congo et du Cuanza Norte, et de grandes sociétés se trouvant surtout dans le Cuanza Sul.
En 1959, quelque 1 821 plantations caféières angolaises, appartenant à des colons portugais ou des sociétés, occupent 257 962 hectares et font travailler 86 360 Africains, pour une production caféière de 65 772 tonnes. Les deux sociétés les plus importantes sont la Compagnie Angolaise d'Agriculture, propriétaire des plus grandes plantations de café de l'Angola, et la Société Agricole de Cassequel qui exploite aussi des plantations de canne à sucre. Au cours de l'année 1961, la production caféière progresse de 30%.
Lors de ce « boom caféier » des années 1950, les travailleurs Ovimbundus ont été recrutés de force par les Portugais pour travailler dans les plantations de café du Nord-Angola, sur des terres expropriées et spoliées aux Bacongos. Pour ces derniers, les Ovimbundus travaillaient donc "pour le colonisateur". Au moment de la guerre pour l'Indépendance de l'Angola (1961-1974), lors de la grande révolte du printemps 1961, de nombreux Bacongos et sans doute aussi des guérilleros du FNLA massacrèrent non seulement des Portugais blancs et métis, mais encore de nombreux Ovimbundus, travailleurs contratados des plantations portugaises de café. La conséquence en fut un véritable exode rural - non seulement vers les villes à majorité umbundu, mais également vers tous les autres centres urbains : en premier lieu Luanda et toute la région métropolitaine, mais aussi Lubango et Malange et les villes plus petites.
L'Angola passe au rang de premier producteur de café africain en 1966, mais le terrain où opèrent les guerilleros est la région du café. La caféiculture est encadrée par un grand nombre de "petits blancs" (environ 9 000 en 1900 et 78 000 en 1950, puis 172 500 en 1960 au moment de "la course au café".
Dans les années 1970, l'Angola a été l'un des plus grands pays producteurs de café en Afrique. Quatrième producteur mondial de café avant l'indépendance, le pays voit sa récolte ensuite s'effondrer: la guerre civile pour l'indépendance a dévasté les plantations de café et beaucoup d'agronomes du café ont émigré vers le Brésil, les plantations ne tardant pas à devenir des buissons sauvages. La réhabilitation des plantations a été lancée depuis 2000, mais les investissements nécessaires pour remplacer le verger sont estimés à 230 millions de dollars. Avec l'ouverture de nouvelles routes, l'activité industrielle dans la province caféière est en train de prendre forme.